# Paso del Molino
Paso del Molino är en ort i Mexiko.   Den ligger i kommunen Tangamandapio och delstaten Michoacán de Ocampo, i den centrala delen av landet, 400 km väster om huvudstaden Mexico City. Paso del Molino ligger 1 833 meter över havet och antalet invånare är 283.
Terrängen runt Paso del Molino är kuperad åt sydost, men åt nordväst är den platt. Runt Paso del Molino är det ganska tätbefolkat, med 54 invånare per kvadratkilometer. Närmaste större samhälle är Cotija de la Paz, 19,0 km väster om Paso del Molino. I omgivningarna runt Paso del Molino växer huvudsakligen savannskog.